# Blame (téléfilm)
Pour les articles homonymes, voir Blame.
Pour plus de détails, voir Fiche technique et Distribution.
Blame, signifiant en anglais « faute » est un téléfilm dramatique australien diffusé le 30 juillet 2010, réalisé et écrit par Michael 'Hank' Henry,.

## Synopsis
Bernard, un professeur de musique a une relation sexuelle avec Alice, une lycéenne de seize ans.
Bernard déménage dans une brousse isolé. Mais Natalie, la meilleure amie d’Alice vient régulièrement prendre chez lui des cours de musique.
Trois ans plus tard Alice essaie de parler à Bernard qui refuse. Alice est jalouse de Natalie qui a des relations avec Bernard.
Quand Alice l’apprend, Bernard arrête de voir Natalie.
Alice tourne une vidéo pour Bernard et se suicide. Pour sa sœur Cate, et ses amis le coupable c’est Bernard. Nathalie veut la mort de Bernard.
La meilleure amie d'Alice, Natalie a persuadé son ami, Anthony de voler des somnifères à son père médecin. Anthony vole les somnifères. Les cinq amis assistent aux funérailles d’Alice et vêtus de noir, ils vont dans la maison de Bernard.
Ils entrent en enfilant un masque et attachent Bernard à une chaise. Ils lui font boire les somnifères. Mais ce sont des somnifères pour enfant et la mort ne vient pas. Ils l’asphyxient dans sa voiture moteur tournant enfermée dans son garage. Mais Cate le libère. Bernard fuit dans la forêt.
Rodney apporte un colis à Bernard, qui est maintenu prisonnier. Cate qui réceptionne le colis contenant le CD d’Alice, le visionne et comprend que Bernard est innocent.
Nick, le petit ami d'Alice dit à Bernard de fuir, mais Natalie suggère à Anthony d’en finir avec Bernard. John tire et le tue.

## Fiche technique
- Titre : Blame
- Scénario : Michael 'Hank' Henry
- Musique : Tamil Rogeon
- Photographie : Torstein Dyrting
- Production : Ryan Hodgson, Melissa Kelly (en) et Michael Ormond Robinson.
- Langue : anglais
- Durée : 89 minutes
- Pays :  Australie

## Distribution
- Damian de Montemas (en) : Bernard, le prof
- Sophie Lowe : Natalie, meilleure amie d’Alice
- Kestie Morassi (en) : Cate, la sœur d’Alice
- Simon Stone : Nick, petit ami d'Alice
- Mark Leonard Winter (en) : John, l’ami de Cate
- Ashley Zukerman : Anthony, petit ami de Natalie
- Saskia Hampele (en) : Alice, la victime
- Greg McNeill : Rodney, l’ami pompier de Bernard

## Lieux du tournages
Le tournage a eu lieu à Roleystone (en), dans la banlieue de Perth.